# Earleria quadrata
Earleria quadrata is een hydroïdpoliep uit de familie Mitrocomidae. De poliep komt uit het geslacht Earleria. Earleria quadrata werd in 2006 voor het eerst wetenschappelijk beschreven door Hosia & Pages. 